# Ирсава
Ирсава (ест. Õrsava) — село в Естонії, входить до складу волості Вярска, повіту Пилвамаа. На північ від села розташоване озеро Ирсава-Ярв.